# Avicularia metallica
Avicularia metallica – gatunek pająka z rodziny ptasznikowatych. Występuje w Brazylii, Kolumbii i Surinamie.

## Wygląd
Ubarwienie osobników młodych całkowicie różni się od ubarwienia dorosłych. Dojrzałe mają zazwyczaj ubarwienie czarne z niebieskim, metalicznym połyskiem. Końcówki odnóży są bladoróżowe, a same kończyny gęsto owłosione. Odwłok jest porośnięty włoskami. Ubarwienie samic nie różni się od ubarwienia samców. Młode osobniki po wylęgnięciu są prawie przezroczyste, mają delikatną budowę ciała. Tarczka grzbietowa jest czarna.

## Hodowla
Terrarium powinno być wysokie, ponieważ ten gatunek jest pająkiem nadrzewnym. Odpowiednie wymiary do 20x20x40 cm. W terrarium powinny być gałęzie i konary. Zaleca się także posadzenie roślin oraz bardzo dobrą wentylację.

## Temperatura i wilgotność
Optymalna temperatura powinna wynosić 25–28 °C, nocą około 3 °C mniej. Wilgotność 80%.

## Pożywienie
Gatunek ten na wolności żywi się drobnymi owadami i niedużymi kręgowcami.

## Dymorfizm płciowy
Samica jest większa od samca. Narządy kopulacyjne samca znajdują się na nogogłaszczkach.

## Rozmnażanie
Avicularia metallica dojrzewa w niecałe dwa lata. Samce nie mają haczyków na przedniej parze odnóży. Rozmnażanie nie jest skomplikowane. Do kopulacji dochodzi często już kilka minut po spotkaniu pary, za to sama kopulacja nierzadko trwa kilkanaście minut. Samica sporządza kokon zazwyczaj po 3 miesiącach od łączenia. Sześć do dziewięciu tygodni po utworzeniu kokonu samica wypuszcza z niego około 150–200 sztuk pajączków.